# Hipoxemia

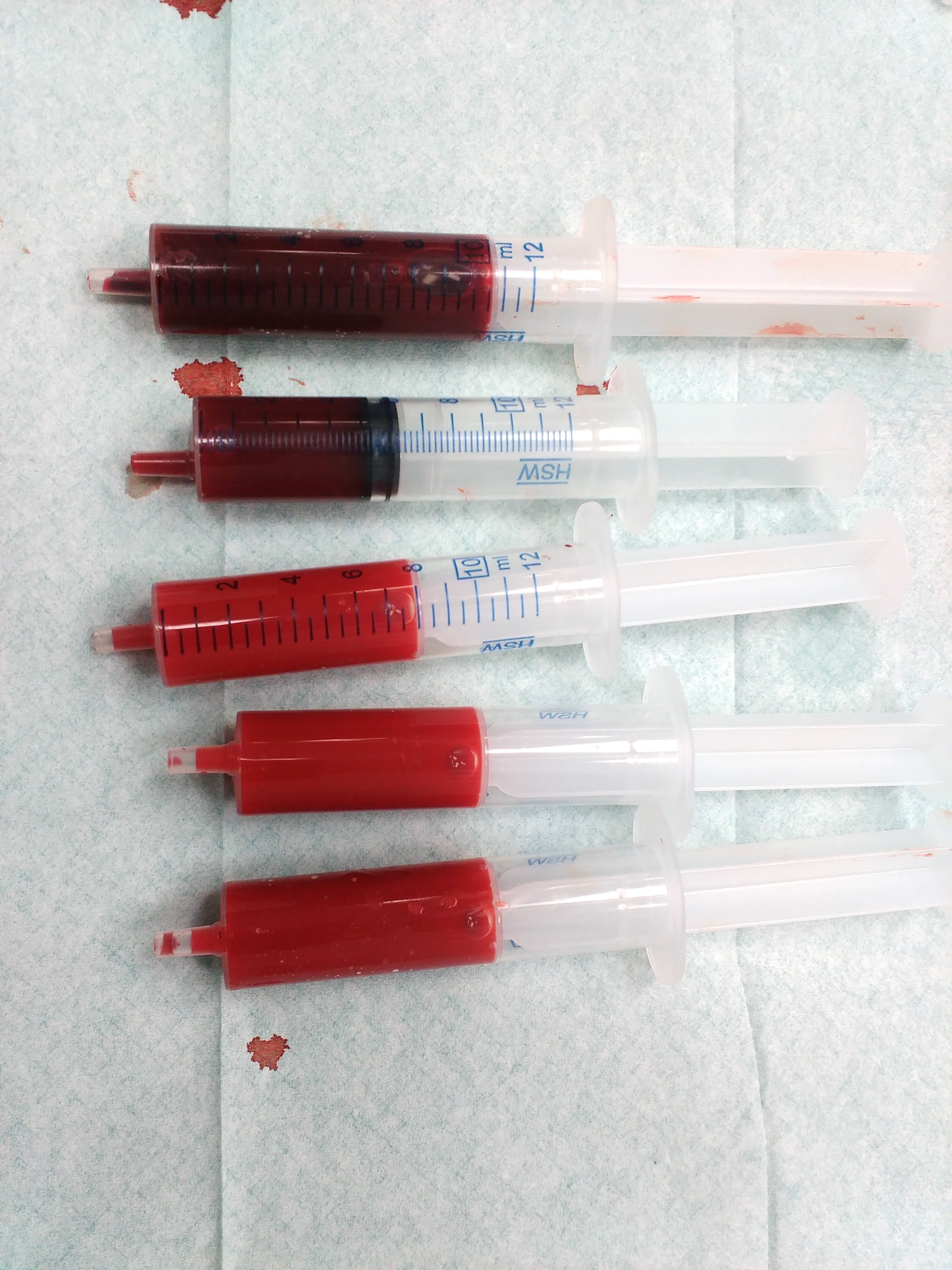
Diferença de tonalidade entre o sangue arterial (mais claro) e o sangue venoso (mais escuro).

Hipoxemia é a baixa (hipo) concentração de oxigênio no sangue arterial. É diferente de hipóxia, que é a baixa disponibilidade de oxigênio para determinado órgão, o que pode ocorrer mesmo na presença de quantidade normal no sangue arterial, como no infarto agudo do miocárdio ou no acidente vascular cerebral. Os sinais da hipoxemia podem ser agitação, confusão mental, taquipnéia, taquicardia, arritmias, cianose central e hipotensão arterial. Algumas das causas de hipoxemia são fracção de oxigênio inspirada reduzida, shunt intrapulmonar, alterações da ventilação/perfusão e hipoventilação.